# تريفور بيكوك
تريفور بيكوك (بالإنجليزية: Trevor Peacock)‏ هو كاتب أغاني وممثل بريطاني، ولد في 19 مايو 1931 في المملكة المتحدة.

## وصلات خارجية
- تريفور بيكوك على موقع IMDb (الإنجليزية)
- تريفور بيكوك على موقع روتن توميتوز (الإنجليزية)
- تريفور بيكوك على موقع ألو سيني (الفرنسية)
- تريفور بيكوك على موقع ميوزك برينز (الإنجليزية)
- تريفور بيكوك على موقع أول موفي (الإنجليزية)
- تريفور بيكوك على موقع قاعدة بيانات برودواي على الإنترنت (الإنجليزية)
- تريفور بيكوك على موقع قاعدة بيانات الأفلام السويدية (السويدية)
- تريفور بيكوك على موقع أول ميوزيك (الإنجليزية)
- تريفور بيكوك على موقع ديسكوغز (الإنجليزية)
- تريفور بيكوك على موقع قاعدة بيانات الفيلم (الإنجليزية)